# Țara de Sus

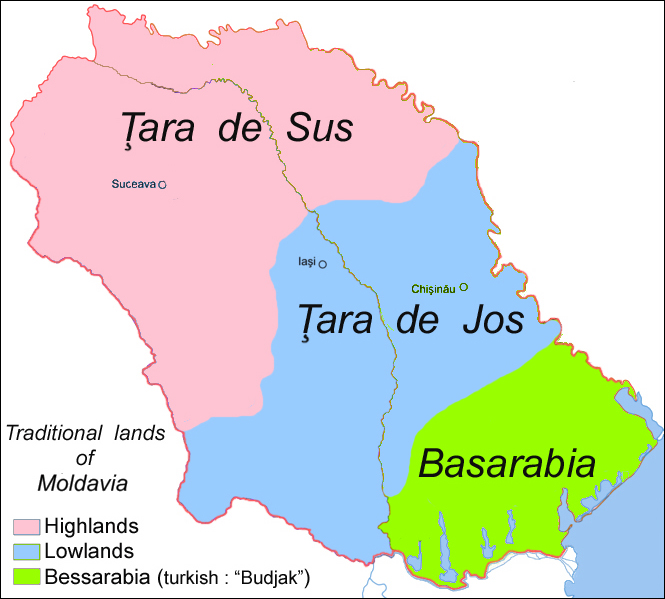
Amplasarea Țării de Sus în cadrul Principatului Moldovei.

Țara de Sus a Principatului Moldovei reprezenta partea din nordul Moldovei demarcată la sud de linia Bacău-Chișinău. Este una dintre cele două părți culturale și geografice ale Moldovei, alături de Țara de Jos. Nord-vestul acestei zone a fost anexat de Austria în 1775 și redenumit Bucovina. 

## Împărțirea administrativ-teritorială
Țara de Sus era împărțită în 7 ținuturi:
- Ținutul Bacăului (centru: Bacău);
- Ținutul Cernăuților (centru: Cernăuți);
- Ținutul Dorohoiului (centru: Dorohoi);
- Ținutul Hârlăului (centru: Hârlău);
- Ținutul Hotinului (centru: Hotin);
- Ținutul Neamțului (centru: Târgu Neamț);
- Ținutul Sucevei (centru: Suceava — fostă capitală a principatului);
- Ocolul liber Câmpulung (centru: Câmpulung Moldovenesc).

Țara de Sus este o denumire dată părții de nord-vest a Moldovei. 